# Quint Fabi Màxim (àugur)
Quint Fabi Màxim (llatí: Quintus Fabius Q. f. Q. n. Maximus) va ser un magistrat romà. Era el segon fill de Quint Fabi Màxim. Formava part de la gens Fàbia, i era de la família dels Fabi Màxim.
Va ser elegit àugur l'any 203 aC, tot i que era molt jove i no havia tingut prèviament cap càrrec. Va ocupar el lloc deixat vacant pel seu pare. Valeri Màxim, qui l'anomena Quint Flavi, explica que l'edil Gai Valeri el va acusar davant del poble. Catorze tribus van votar per la seva culpabilitat, però la darrera va declarar la seva innocència. Valeri va dir que no tenia importància si era culpable mentre fos castigat; el poble indignat, el va absoldre.